# ステップ・アップ
『ステップ・アップ』（原題：Step Up）は、2006年のアメリカ合衆国の青春映画。2008年には続編『ステップ・アップ2:ザ・ストリート』が公開され、2010年には、『ステップ・アップ3』が第3弾として制作され（劇場未公開）、第4弾の『ステップ・アップ4:レボリューション』が2012年に公開された。そして、第5弾の『ステップ・アップ5:アルティメット』が、2014年夏に公開された。
なお、アン・フレッチャーは本作では監督を務めるほかに、振付師としても参加している。

## ストーリー
ボルチモアに暮らす不良高校生タイラーは、ある夜、名門芸術学校に忍び込んで演劇の小道具などを壊してしまう事件を起こし、裁判所からその学校で奉仕活動をすることを命じられる。清掃員として学校にやって来た彼はバレリーナのノーラと出会う。
卒業試験を兼ねた発表会に向け、怪我をしたダンスパートナーの代役を探していたノーラは、ふとしたことからタイラーをパートナーとして採用する。バレエに触れたことがないタイラーは、はじめのうちは戸惑っていたものの、次第にダンスの魅力を感じていき、ノーラと互いに惹かれ合うようになる。また、タイラーは本格的にダンスを勉強するために芸術学校への転入を考えるようになる。ところが、ノーラの本来のダンスパートナーであるアンドリューが怪我から復帰したことで微妙な立場になったタイラーは感情的になり、ノーラと決別してしまう。
ノーラからの連絡を拒みながらも、タイラーはダンスやノーラへの想いを断ち切れずにいた。そんなある日、親友マックの弟スキニーが射殺される事件が起きる。自分の悪さを真似したために弟が殺されたと悔やむマックに、真っ当な人生を歩むことの大切さを説かれたタイラーは、発表会の会場に駆けつける。ノーラは、アンドリューが再び怪我をしたためにパートナーなしで発表会に臨むつもりだったが、タイラーの熱い気持ちを受け入れ、仲間と共に2人で発表会でのパフォーマンスを成功させる。これにより、ノーラは高校卒業後にプロのダンサーになることが決まり、タイラーは芸術学校への転入が認められる。タイラーとノーラは改めて互いの愛を確認し合う。

## 登場人物
タイラー・ゲイジ
里親に預けられている高校生。養父との関係は良くない。ダンスの才能に恵まれているが、何をやっても長続きせず、問題ばかり起こしている。
ノーラ・クラーク
名門芸術学校でダンスを専攻している女子高生。ダンスに熱中する自分を応援してくれていた父親（船会社の重役）を2年前に亡くしている。現在はダンスよりも学業を優先することを願う母親と2人暮らし。
マック・カーター
タイラーの親友。アフリカ系。盗んだ車を売って小遣いを稼ぐなどの不良。タイラーと芸術学校に忍び込むが、タイラーに逃がしてもらう。タイラーが自分たちと遊ぶよりも芸術学校でダンスに熱中することが許せない。
スキニー・カーター
マックの弟。兄の悪いところばかりを見習っており、怖いもの知らずで無謀。札付きのワルP・Jの車を盗んだことで射殺されてしまう。
マイルズ・ダービー
ノーラの友人。アフリカ系。音楽を専攻しているDJ。ルーシーに想いを寄せている。
ルーシー・アヴィラ
ノーラの親友。アフリカ系。歌は充分にうまいという理由でダンスを専攻している。年上の歌手コリンと交際していたが、彼の裏切りを知り、マイルズの想いを受け入れる。
ゴードン校長
名門芸術学校の厳格な女性校長。タイラーのダンスの才能を認める。
ブレット・ドーラン
ノーラの恋人。歌手志望。相棒であるマイルズを裏切り、1人でレコード会社と契約する。その身勝手さにより、ノーラから別れを告げられる。
アンドリュー
ノーラのダンスパートナー。捻挫でパートナーを一旦辞めるが、じきに復帰。しかし、再び怪我をしてしまう。タイラーの代わりができないことを自覚。
カミール・ゲイジ
タイラーと同じ里親に引き取られている少女。タイラーとは実の兄妹のように仲がいい。
オマール
マックたちの兄貴分。
キャサリン・クラーク
ノーラの母親。ノーラには学業を優先して大学に進学して欲しいと願っていたが、ノーラのダンスへの熱い想いを理解して認める。
コリン
ルーシーの恋人で歌手。浮気者。

## キャスト
| 役名                 | 俳優                     | 日本語吹き替え |
| -------------------- | ------------------------ | -------------- |
| タイラー・ゲイジ     | チャニング・テイタム     | 坂詰貴之       |
| ノーラ・クラーク     | ジェナ・ディーワン       | 白石涼子       |
| マック・カーター     | ダメイン・ラドクリフ     |                |
| スキニー・カーター   | ディシャーン・ワシントン |                |
| マイルズ・ダービー   | マリオ                   | 佐藤淳         |
| ルーシー・アヴィラ   | ドリュー・シドラ         | 前田ゆきえ     |
| ゴードン校長         | レイチェル・グリフィス   |                |
| ブレット・ドーラン   | ジョシュ・ヘンダーソン   |                |
| アンドリュー         | ティム・ラカテナ         |                |
| カミール・ゲイジ     | アリソン・ストーナー     | 福原香織       |
| オマール             | ヘヴィ・D                | 間宮康弘       |
| キャサリン・クラーク | ディアドレ・ラヴジョイ   |                |
| コリン               | ジェイミー・スコット     |                |
| 日本語版制作スタッフ |                          |                |
| 字幕翻訳             | 字幕翻訳                 | 石田泰子       |
| 吹替翻訳             | 吹替翻訳                 | 堀蘭子         |

## トリビア
チャニング・テイタムとジェナ・ディーワンは本作での共演をきっかけに2009年に結婚、2013年に第一子が誕生した。
日本語版の主題歌は倖田來未の「But」。